# Dean Spielmann
Dean Spielmann (Luxemburg, 26 oktober 1962)  is een Luxemburgs jurist en rechter. Tussen 1 november 2012 en 31 oktober 2015 was hij president van het Europees Hof voor de Rechten van de Mens.

## Carrière
Spielmann studeerde aan de Université catholique de Louvain in België (LL.B 1988) en op het Fitzwilliam College te Cambridge in het Verenigd Koninkrijk (LL.M 1990). Daarna heeft hij onder meer gewerkt als advocaat in Luxemburg (1992-2004), was hij lid van de Raadgevende Mensenrechtencommissie van het Groothertogdom Luxemburg (2000-2004) en was hij lid van het netwerk van onafhankelijke mensenrechtenkundigen van de Europese Unie (2002-2004).
In 2004 werd hij door de Parlementaire Vergadering van de Raad van Europa gekozen om Luxemburg te vertegenwoordigen bij het Europees Hof voor de Rechten van de Mens. Deze functie vervulde hij van 24 juni 2004 tot en met 31 oktober 2015. Op 1 november 2012 volgde hij Nicolas Bratza op als president van het EHRM. Zowel zijn ambtstermijn als president en rechter voor het EHRM eindigden op 31 oktober 2015.